# أول الإسماعيلية (حي)
حي الإسماعيلية أول، هو إحدى التقسيمات الداخلية لمدينة الإسماعيلية في محافظة الإسماعيلية، جمهورية مصر العربية.